# Masznyik Endre
Masznyik Endre (Tiszaföldvár, 1857. szeptember 24. – Budapest, 1927. október 13.) evangélikus lelkész, teológiai tanár, egyházi író, a pozsonyi evangélikus teológiai akadémia igazgatója.

## Élete
Tanulmányait Tiszaföldváron kezdte, 1875-ben Szarvason érettségizett. Ezt követően teológiai tanulmányait Sopronban kezdte, de egy év után a pozsonyi evangélikus teológián folytatta, itt szerzett oklevelet 1879-ben. Két évig lelkész édesapja mellett szolgált segédlelkészként, 1882-ben Budapesten bölcsészdoktori címet szerzett. 1881-ben a selmecbányai főgimnázium, 1882-ben a pozsonyi evangélikus teológiai akadémia tanára lett, majd 1895-1917 között igazgatója volt. A magyar protestáns irodalmi társaság alapításában jelentős szerepet játszott. Szerkesztette A Mi Otthonunk című vallásos hetilapot (1892–1894), a Gondolat (1877-1879) és Isten Igéje (1912-1916) című periodikákat. Munkatársa volt a Révai nagy lexikonának. 1917-ig sajtó alá rendezte és részben lefordította Luther Márton műveinek hatkötetes válogatását. 1925-re Újszövetség-fordítást készített.
1888. augusztus 20-án feleségül vette Jeszenszky Károly neves mezőberényi evangélikus lelkész lányát. Jeszenszky Mária Teréziát.

## Művei
- A szép mint fenséges (Selmecbánya, 1882)
- Az eszme evangéliuma (Pozsony, 1885)
- Luther élete (Pozsony, 1887)
- Evangelikus dogmatika (Pozsony, 1888)
- Pál apostol élete és levelei 1–3. (Pozsony, 1895–1896)
- Jézus élete evangéliumi képekben (1906)
- Jézus élete (1906)
- Egyesség Könyve 1598. /Sajtó alá rendezte./ (Pozsony, 1908) Online